# Diamonds and Pearls Tour
Tournées par Prince
Nude Tour
(1990) Act I Tour
(1993)
Le Diamonds and Pearls Tour est la tournée de concert de Prince qui a accompagné son album Diamonds and Pearls sorti l'année précédente. Comme la plupart des tournées de Prince, elle ne comporte aucune date aux États-Unis. Prince réalisera une tournée complète aux États-Unis un an plus tard avec l'Act I Tour.

## Histoire[1]
La tournée a bénéficié d'une importante promotion à la télévision. Fabuleuse apparition au Metrodome de Minneapolis à l'occasion d'un événement Olympique le 20 juillet. Prince y interprète le titre principal de son futur album, ainsi qu'une version impressionnante de Baby I'm a Star, soutenu par une chorégraphie de taille avec NPG Hornz : le public est conquis. Le 4 septembre, il apparaît dans l'émission Arsenio Hall show à Hollywood, une performance où là encore la qualité ne manque pas, interprétant un de ses titres les plus connus Let's Go Crazy et enchaîne par une performance chorégraphique et improvisée sur Kiss puis plusieurs nouveaux titres parfaitement mis en scène tels que Daddy Pop, Call the Law et Cream ; un final sur Purple Rain vient couronner le tout. Sans oublier sa présence remarquée au MTV Music Awards le 5 septembre avec Gett Off, nouveau titre inédit et son solo de guitare flamboyant.
La liste des chansons interprétées sera composée principalement des chansons de l'album, mais Prince ajoutera aussi quelques grands succès. La plupart des chansons sont jouées dans leur intégralité. Prince a ajouté une nouvelle section de cuivres au groupe et commence la promotion d'un nouveau hip-hop créé par Tony.M.
Néanmoins, le concept très chorégraphique du show et l'extravagance de la scène n'a pas permis autant d'improvisation et de changements que sur les tournées précédentes. Le trio rebaptisé the NPG Hornz, est là encore très investit, les grandes chorégraphies comme celle sur Daddy Pop et Kiss sont des aspects entièrement novateurs par rapport aux précédents shows de Prince.
La première tournée australienne de la carrière de Prince fut un immense succès, la demande de tickets des chaque concert a été immense. À Melbourne, plus de 1 000 fans ont campé pendant 48 h devant la salle pour obtenir les meilleures places. À Sydney, Prince a vendu 72 000 tickets en moins de deux heures, plus fort que INXS et Bruce Springsteen, moins d'une demi-heure plus tard les 87 500 places étaient toutes parties. Après sept concerts à Sydney, la demande était encore si forte qu'un ultime show en extérieur a été organisé pour 45 000 personnes. Ce concert s'est terminé sur un feu d'artifice, et les écrans vidéo faisaient défiler le message « Prince & The NPG thanks Australia »...
Pour conclure par la partie européenne, assez satisfaisante en termes de rentabilité. Le dernier concert de Londres a été diffusé sur certaines chaînes anglaise et américaine. Pour éviter l'erreur faite pendant le Lovesexy Tour, Prince ne passa pas par les États-Unis. D'autant plus que le spectacle et son coût de transport coûtaient ici encore plus cher que pendant cette dernière. Un immense rideau muni d'étoiles scintillantes était utilisé, la disposition de la scène contenait des passerelles surélevées comme pour le Purple Rain Tour avec escalier mais cette fois faisant ressortir un côté encore plus professionnel, ainsi qu'une vingtaine de projecteurs superpuissants à différentes couleurs, ou encore des propulseurs d'immenses flammes et de feux d'artifice, sans oublier le brouillard beaucoup utilisé durant le spectacle. Chaque artiste avait au moins trois costumes différents, des décors s'ajoutaient au tout comme des statues, un logo du Love symbol géant accroché au plafond, des plantes du style cabaret et des lampadaires.

## Groupe[2]
- Prince — Chant, guitare et piano
- Levi Seacer, Jr. — Chant et guitare
- Sonny T. — Chant, guitare et basse
- Rosie Gaines — Chant, clavier et orgue
- Tommy Barbarella — Clavier
- Michael Bland — Chant, batterie et percussions
- Tony M. — Chanteur de rap et danseur
- Kirky J. and Damon Dickson — Chant et danse
- The NPG Hornz — Danse
- Mayte, Diamond and Pearl — Danse

Après le départ des membres restants de The Revolution à la fin du Nude Tour en 1990, Prince décida que le nouveau nom du groupe serait The New Power Generation. Presque chaque artiste était présent pendant le Nude Tour. Seacer Levi, Jr a été embauché à la basse et à la guitare pour remplacer le regretté Miko Weaver et Sonny T a remplacé Levi à la basse. Tommy Barbarella a été engagée à titre de remplacement du docteur Fink sur les claviers.
Prince a ajouté une nouvelle section de cuivres au groupe, surnommé le New Power Generation Hornz qui, n'avait pas aidé à faire Diamonds and Pearls mais, contribuerait grandement à aider Prince sur ses albums depuis plusieurs années. 

## Liste des chansons
1. "Take My Hand, Precious Lord "
2. "Thunder"
3. "Daddy Pop"
4. "Diamonds and Pearls"
5. "Let's Go Crazy"
6. "Kiss"
7. "Jughead"
8. "Purple Rain"
9. "Live 4 Love"
10. "Willing and Able"
11. "Damn U"
12. "Sexy M.F."
13. "A Night In Tunisia"
14. "Thieves in the Temple"
15. "Strollin'"
16. "Insatiable (en)"
17. "Gett Off"
18. "Cream"
19. Medley:
  1. "1999"
  2. "Baby I'm a Star"
  3. "Push"
20. "Peter Gunn Theme"

## Dates des concerts
Avant que la tournée ne débute, deux concerts d'échauffements ont été joués à Minneapolis le 11 janvier et à Paisley Park le 26 janvier.
| #       | Date             | Ville       | Pays       | Salle                            | Audience |
| ------- | ---------------- | ----------- | ---------- | -------------------------------- | -------- |
| Asie    |                  |             |            |                                  |          |
| 1       | 3 avril 1992     | Tokyo       | Japon      | Tokyo Dome                       | 50 000   |
| 2       | 4 avril 1992     | Tokyo       | Japon      | Tokyo Dome                       | 50 000   |
| 3       | 6 avril 1992     | Yokohama    | Japon      | Glam Slam                        | 1 500    |
| 4       | 7 avril 1992     | Nagoya      | Japon      | Rainbow Hall                     | 15 000   |
| 5       | 9 avril 1992     | Yokohama    | Japon      | Yokohama Stadium                 | 30 000   |
| Océanie |                  |             |            |                                  |          |
| 6       | 13 avril 1992    | Brisbane    | Australie  | Ertertainment Centre             | 13 500   |
| 7       | 14 avril 1992    | Brisbane    | Australie  | Ertertainment Centre             | 13 500   |
| 8       | 14 avril 1992    | Brisbane    | Australie  | Transformers                     | 800      |
| 9       | 16 avril 1992    | Melbourne   | Australie  | National Tennis Centre           | 15 000   |
| 10      | 18 avril 1992    | Melbourne   | Australie  | National Tennis Centre           | 15 000   |
| 11      | 19 avril 1992    | Melbourne   | Australie  | National Tennis Centre           | 15 000   |
| 12      | 21 avril 1992    | Melbourne   | Australie  | National Tennis Centre           | 15 000   |
| 13      | 22 avril 1992    | Melbourne   | Australie  | National Tennis Centre           | 15 000   |
| 14      | 22 avril 1992    | Saint-Kilda | Australie  | The Palace                       | 300      |
| 15      | 24 avril 1992    | Sydney      | Australie  | Entertainment Centre             | 12 500   |
| 16      | 26 avril 1992    | Sydney      | Australie  | Entertainment Centre             | 12 500   |
| 17      | 27 avril 1992    | Sydney      | Australie  | Entertainment Centre             | 12 500   |
| 18      | 28 avril 1992    | Sydney      | Australie  | Entertainment Centre             | 12 500   |
| 19      | 29 avril 1992    | Sydney      | Australie  | Entertainment Centre             | 12 500   |
| 20      | 30 avril 1992    | Sydney      | Australie  | Entertainment Centre             | 12 500   |
| 21      | 1er mai 1992     | Sydney      | Australie  | Entertainment Centre             | 12 500   |
| 22      | 3 mai 1992       | Sydney      | Australie  | Sydney Cricket Ground            | 47 000   |
| Europe  |                  |             |            |                                  |          |
| 23      | 25 mai 1992      | Gand        | Belgique   | Flanders Expo                    | 11 000   |
| 24      | 27 mai 1992      | Rotterdam   | Pays-Bas   | Ahoyhal                          | 10 600   |
| 25      | 28 mai 1992      | Rotterdam   | Pays-Bas   | Ahoyhal                          | 10 600   |
| 26      | 30 mai 1992      | Dortmund    | Allemagne  | Westfalenhallen                  | 14 000   |
| 27      | 31 mai 1992      | Berlin      | Allemagne  | Waldbühne                        | 22 100   |
| 28      | 2 juin 1992      | Cologne     | Allemagne  | Sporthalle                       | 8 000    |
| 29      | 3 juin 1992      | Francfort   | Allemagne  | Festhalle                        | 10 000   |
| 30      | 5 juin 1992      | Munich      | Allemagne  | Olympiahalle                     | 6 000    |
| 31      | 6 juin 1992      | Munich      | Allemagne  | Olympiahalle                     | 6 000    |
| 32      | 7 juin 1992      | Munich      | Allemagne  | Park-Café                        | 500      |
| 33      | 8 juin 1992      | Kiel        | Allemagne  | Ostseehalle                      | 10 000   |
| 34      | 9 juin 1992      | Hambourg    | Allemagne  | Sporthalle Hamburg               | 7 000    |
| 35      | 10 juin 1992     | Hambourg    | Allemagne  | Sporthalle Hamburg               | 7 000    |
| 36      | 13 juin 1992     | Dublin      | Irlande    | Royal Dublin Showgrounds         | 30 000   |
| 37      | 15 juin 1992     | Londres     | Angleterre | Earls Court Exhibition Centre    | 19 000   |
| 38      | 16 juin 1992     | Londres     | Angleterre | Earls Court Exhibition Centre    | 19 000   |
| 39      | 17 juin 1992     | Londres     | Angleterre | Earls Court Exhibition Centre    | 19 000   |
| 40      | 19 juin 1992     | Londres     | Angleterre | Earls Court Exhibition Centre    | 19 000   |
| 41      | 20 juin 1992     | Londres     | Angleterre | Earls Court Exhibition Centre    | 19 000   |
| 42      | 21 juin 1992     | Londres     | Angleterre | Earls Court Exhibition Centre    | 19 000   |
| 43      | 22 juin 1992     | Londres     | Angleterre | Earls Court Exhibition Centre    | 19 000   |
| 44      | 24 juin 1992     | Londres     | Angleterre | Earls Court Exhibition Centre    | 19 000   |
| 45      | 26 juin 1992     | Manchester  | Angleterre | Maine Road Football Ground       | 40 000   |
| 46      | 28 juin 1992     | Glasgow     | Angleterre | Celtic Park                      | 55 000   |
| 47      | 1er juillet 1992 | Stuttgart   | Allemagne  | Hans-Martin Schleyer Halle       | 13 000   |
| 48      | 3 juillet 1992   | Trèves      | Allemagne  | Moselstadion                     | 16 000   |
| 49      | 4 juillet 1992   | Maastricht  | Pays-Bas   | MECC                             | 18 000   |
| 50      | 6 juillet 1992   | Rotterdam   | Pays-Bas   | Ahoyhal                          | 10 600   |
| 51      | 7 juillet 1992   | Rotterdam   | Pays-Bas   | Ahoyhal                          | 10 600   |
| 52      | 8 juillet 1992   | Rotterdam   | Pays-Bas   | Ahoyhal                          | 10 600   |
| 53      | 10 juillet 1992  | Paris       | France     | Palais omnisports de Paris-Bercy | 16 000   |
| 54      | 11 juillet 1992  | Paris       | France     | Palais omnisports de Paris-Bercy | 16 000   |
| 55      | 12 juillet 1992  | Paris       | France     | Palais omnisports de Paris-Bercy | 16 000   |
| 56      | 12 juillet 1992  | Paris       | France     | Les Bains Douches                | 600      |